# Сочинская епархия
Со́чинская епа́рхия — епархия Русской Православной Церкви в границах городского округа Сочи и Туапсинского района Краснодарского края. Входит в состав Кубанской митрополии.

## История
Образована определением Священного синода от 28 декабря 2018 года выделением из Екатеринодарской епархии. К тому времени в епархии значились 39 действующих приходов, ещё 4 — в стадии строительства. Планировалось открыть на курорте Сочи и в Туапсинском районе несколько духовно-просветительских центров.

## Епископы
- 28 декабря 2018 — н. в. — Герман (Камалов)

## Благочиния
По состоянию на октябрь 2022 года епархия разделена на 7 церковных округов:
- 1-е Адлерское благочиние
- 2-е Адлерское благочиние
- Лазаревское благочиние
- Сочинское благочиние
- 1-е Туапсинское благочиние
- 2-е Туапсинское благочиние
- Хостинское благочиние

## Монастыри
- Крестовая пустынь в селе Солохаул (мужской)
- Троице-Георгиевский монастырь(женский)
- Свято-Троицкий монастырь.